# Clara Barton
Clarissa Harlowe "Clara" Barton (Oxford, 25 de dezembro de 1821 – Glen Echo, 12 de abril de 1912) foi uma professora, enfermeira e filantropa americana. É lembrada por organizar a Cruz Vermelha Americana e por fazer trabalho humanitário durante a Guerra de Secessão, em uma época em que poucas mulheres faziam trabalhos fora de casa.
Teve um relacionamento com John J. Elwell e recebeu três propostas de casamento, mas nunca se casou.
A primeira vez registrada na historia em que o nome de Clara Barton foi citado, ocorreu em 1856 no Massacre de Pottawatomie, quando o abolicionista John Brown começa uma batalha após libertar alguns escravos.

## Vida pessoal
Clarissa Harlowe Barton nasceu 25 de dezembro de 1821, em Oxford, Massachusetts. Sua mãe era Sarah Stone Barton e seu pai era o capitão Stephen Barton, membro da milícia local e político respeitado pela comunidade, que inspirou o patriotismo e trabalho humanitário à filha.
Aos 3 anos de idade, Clara foi mandada para a escola, junto de seu irmão Stephen, onde foi reconhecida por sua excelente leitura e soletração. Lá ema ficou amiga de Nancy Fitts, sua única amiga diante de sua timidez extrema quando criança.
Aos 10 anos, ela se candidatou a enfermeira pessoal de seu irmão David, que caiu do telhado do celeiro e ficou gravemente ferido. Clara aprendeu a prescrever a medicação do irmão, assim como a usar sanguessugas nas feridas do irmão, o tratamento padrão para a época. Continuou a cuidar do irmão mesmo depois dos médicos terem desistido dele. David se recuperou completamente.
Seus pais tentaram ajudar a curar sua timidez, enviando-a para Col. Stones High School, mas sua estratégia acabou por ser um desastre. Clara ficou ainda mais tímida, depressiva, recusando-se a comer. Ela foi então retirada da escola e enviada para casa até recuperar sua saúde.
Com seu retorno, a família se mudou para ajudar um membro da família: um primo paterno de Clara morreu e deixou sua esposa com quatro filhos e uma fazenda. A casa precisava de uma reforma e vários reparos e Clara foi insistente para prestar ajuda. Ao fim dos trabalhos na residência, Clara se sentiu muito triste por não ter mais uma ocupação.
Clara brincava muito com seus primos e, para a surpresa de todos, ela era muito boa em montar cavalos. Foi apenas quando se machucou em uma dessas cavalgadas que a mãe de clara questionou seu comportamento e decidiu focar em atividades mais "femininas" para a filha. Ela convidou uma prima que ajudasse a aflorar a feminilidade de Clara.
Para ajudar Clara a superar sua timidez, seus pais a encorajaram a ser professora. Clara obteve seu primeiro certificado em 1839, aos 17 anos. A profissão a motivou e acabou levando-a à uma campanha para incentivar os filhos dos trabalhadores a ir para a escola. Isso também a motivou a exigir pagamento igual ao dos colegas.

## Vida profissional
Clara tornou-se professora em 1838 em escolas do Canadá e no estado da Geórgia, durante 12 anos. Era uma excelente professora, que sabia lidar até com as crianças mais bagunceiras. Sabia como cativar as crianças e a como ganhar o respeito da classe, especialmente dos meninos. Em 1850, ela decidiu voltar a estudar no Clinton Liberal Institute, em Nova York.
Em 1852, Clara abriu uma escola em Bordentown, em Nova Jersey, a primeira escola sem segregação de sexos no estado. Sendo bem-sucedida, ela contratou outra professora para ajudar com seus 600 alunos e com o sucesso da escola, o município conseguiu levantar uma verba para construir um novo prédio. Uma vez construído, Clara foi substituída como diretora por um homem indicado pelo conselho escolar. Eles acreditavam que a direção de uma grande instituição de ensino era uma tarefa grande demais para uma mulher. Ela foi então colocada como "assistente feminina" e foi obrigada a trabalhar em um ambiente estressante até ter um esgotamento nervoso, junto de outros problemas de saúde e acabou saindo da escola.
Em 1855, ela se mudou para Washington D.C. e começou a trabalhar em no escritório de patentes do governo. Era a primeira vez que uma mulher ganhava o mesmo salário de um homem e uma posição de liderança, mas por três ela sofreu todo tipo de abuso e assédio moral da parte dos colegas homens de escritório. Subsequentemente, em oposição a ter mulheres trabalhando em escritórios do governo, seu cargo foi reduzido para copista e em 1856, sob a administração de James Buchanan, ela foi demitida por sua posição contra a escravidão. Depois da eleição de Abraham Lincoln e após viver com parentes e amigos em Massachusetts por três anos, ela voltou para o escritório de patentes em 1861, como copista temporária, na esperança de abrir caminhos para as mulheres em escritórios do governo.

## A Guerra de Secessão

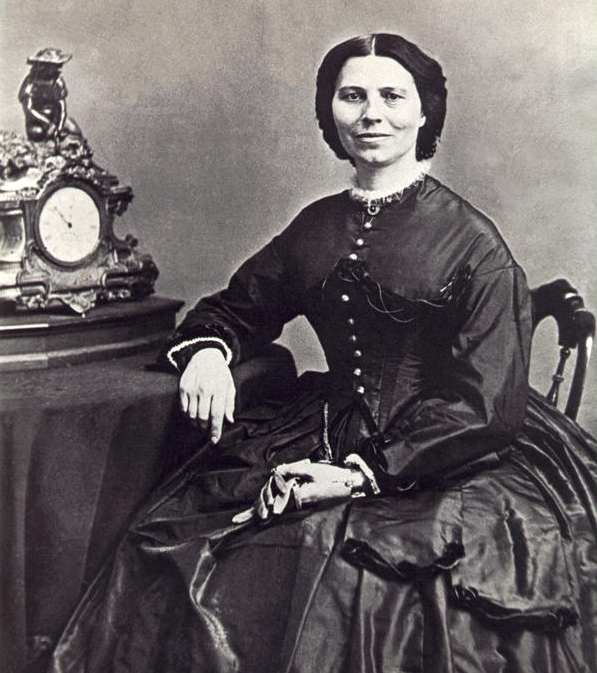
Clara Barton por volta de 1866.

Em 19 de abril de 1861, o motim em Baltimore tornou-se o primeiro banho de sangue da guerra civil americana. Vítimas do regimento de Massachusetts foram transportados para Washington D.C., onde Clara morava na época. Desejando servir a seu país, ela foi até a estação de trem e ajudou a cuidar de 40 soldados feridos. Ela forneceu assistência aos soldados, muitos feridos com gravidade, famintos e sem nenhum suprimento além daquele que levavam em suas mochilas. Pessoalmente, Clara levou suprimentos para o prédio não finalizado do Capitólio, para onde os soldados do Sexto Regimento de Infantaria de Massachusetts foram levados.
Clara reconheceu alguns dos soldados como garotos com os quais cresceu e alguns para quem lecionou. Junto de várias outras mulheres, elas conseguiram roupas, comida e medicamentos para os soldados. Aprendeu como estocar e distribuir suprimentos médicos e ofereceu suporte emocional os feridos, lendo livros, escrevendo cartas para as famílias, confortando e orando com eles.
Antes de distribuir as provisões diretamente no campo de batalha e ganhar mais apoio, Barton usou seus próprios aposentos como um armazém e distribuiu suprimentos com a ajuda de alguns amigos no início de 1862, apesar da oposição no Departamento de Guerra e entre os cirurgiões de campo. Sociedades de mulheres contribuíram com bandagens, comida, roupas, posteriormente distribuídas durante a guerra. Em agosto de 1862, ela finalmente conseguiu permissão do intendente Daniel Rucker de trabalhar nas linhas de frente, com o apoio de outras pessoas que também acreditavam na causa.
Trabalhou incansavelmente para distribuir suprimentos, abrir e limpar hospitais de campo, aplicar curativos e de alimentar soldados próximo aos campos de batalha, como o de Fredericksburg. Em 1863, teve um romance com um oficial, o coronel John J. Elwell.
Em 1864, foi apontada pelo general da União, Benjamin Butler como "a dama no comando" dos hospitais do fronte. Entre suas experiências mais angustiantes estava um incidente em que uma bala rasgou através da manga de seu vestido sem feri-la e que matou um homem a quem ela atendia. Ela era conhecida como o "Anjo do Campo de Batalha", especialmente depois de chegar à meia-noite com uma grande quantidade de suprimentos para auxiliar os soldados feridos. Ela prestou serviços semelhantes para as tropas estacionadas na estação de Fairfax, bem como nas batalhas de Chantilly, Harpers Ferry, South Mountain, Antietam, Fredericksburg, Charleston, Petersburg e Cold Harbor.

## Pós-guerra
Com o fim da guerra, Clara descobriu que milhares de cartas de familiares desesperados, enviadas para o Departamento de Guerra, ficariam sem resposta porque os soldados que estavam sendo enterrados em túmulos sem identificação. Muitos desses soldados foram rotulados como "desaparecidos". Motivada pela situação, ela pessoalmente conversou com o presidente Lincoln na esperança de poder responder oficialmente aos familiares. Ganhando permissão, ela iniciou o "The Search for the Missing Men" (A Busca pelos Desaparecidos).
Clara dirigiu um escritório para soldados desaparecidos em Washington, D.C, cuja finalidade era identificar os soldados mortos ou desaparecidos em ação. Clara e sua equipe escreveram 41 855 cartas e ajudaram a localizar mais de 22 mil soldados desaparecidos. Ela passou o verão de 1865 ajudando a encontrar, identificar e apropriadamente enterrar mais de 13 mil indivíduos que morreram no campo prisional de Andersonville, um acampamento de prisioneiros dos confederados na Geórgia. Nos quatro anos seguintes, ela enterrou mais 20 mil soldados da União, com seus túmulos devidamente identificados. O Congresso eventualmente lhe deu 15 mil dólares para financiar o projeto.

## Cruz Vermelha Americana

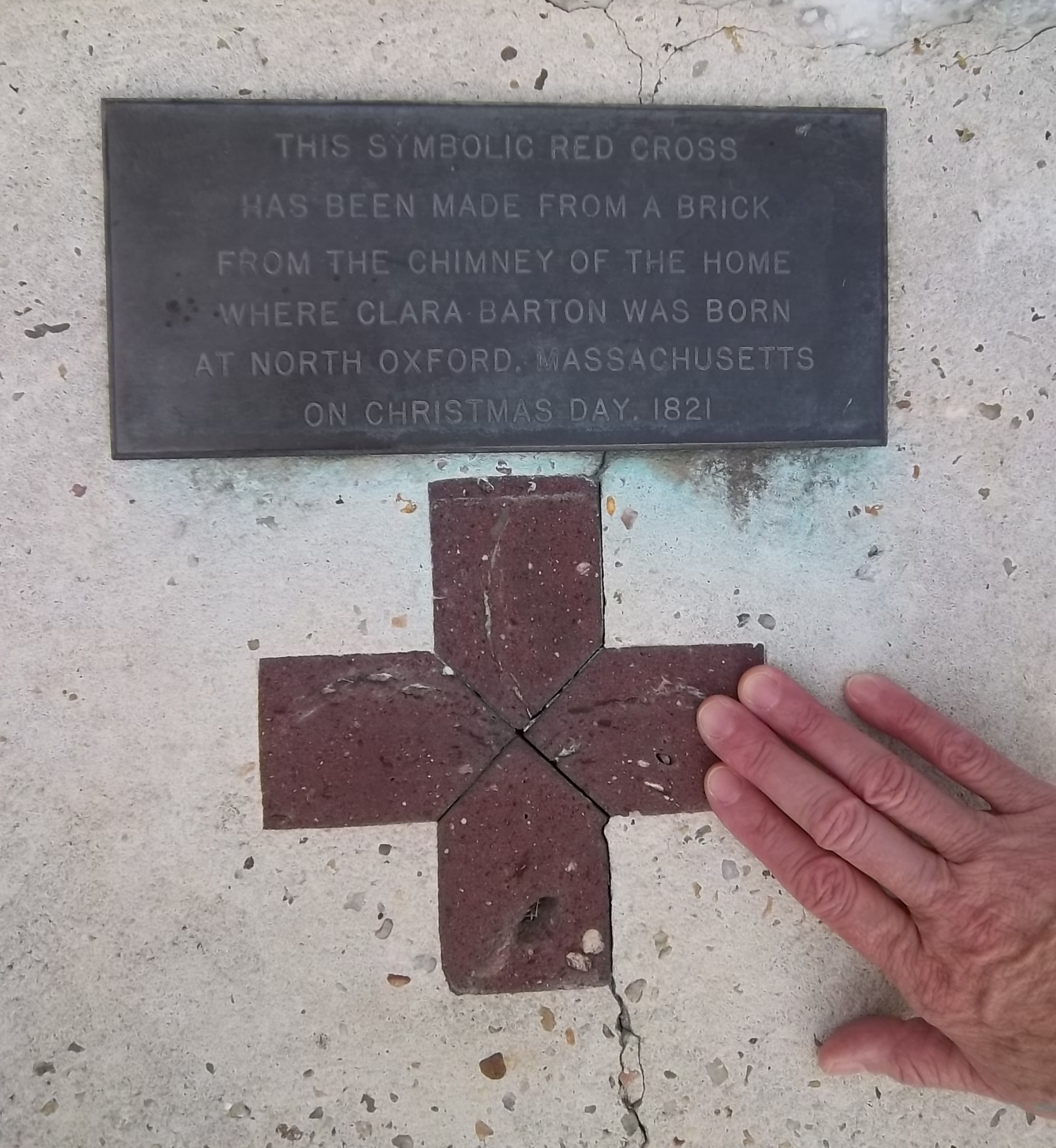
Detalhe do monumento a Clara Barton no Antietam National Battlefield, com a cruz vermelha feita com os tijolos da casa onde Clara nasceu.

Clara percorreu o país e foi reconhecida por suas palestras a respeito de suas experiências na guerra, de 1865 a 1868. Neste meio tempo ela conheceu Susan B. Anthony e envolveu-se com o movimento sufragista. Conheceu também Frederick Douglass e tornou-se ativista pelos direitos civis. Suas excursões pelo país a exauriram tanto física quanto mentalmente e, por ordens médicas, precisou se afastar do trabalho intenso para descansar. Assim, ela fechou o escritório na capital e viajou para a Europa em 1868. Em 1869, em Genebra, na Suíça, ela foi introduzida à Cruz Vermelha Internacional e ao Dr. Appia, que posteriormente a convidou para ser a representante do braço americano da organização e a ajudou a levantar fundos para começar a Cruz Vermelha Americana.
No início da Guerra Franco-Prussiana, em 1870, ela auxiliou a princesa Luísa de Mecklemburgo-Strelitz, da Prússia e Duquesa de Baden, a preparar hospitais militares e auxiliou a Cruz Vermelha durante a guerra. A pedido do governo alemão, ela foi a responsável por distribuir suprimentos para os pobres em Estrasburgo, em 1871, depois do cerco de Paris e no mesmo ano distribuiu alimentos para a população de Paris. Com o fim da guerra, Clara recebeu homenagens e condecorações por seu trabalho incansável.
Ao retornar para os Estados unidos, Clara criou um movimento para ganhar o reconhecimento do comitê da Cruz Vermelha. Em 1878, Clara se encontrou com o presidente Rutherford B. Hayes e ele expressou a opinião corrente na época de que o país nunca mais passaria pela calamidade que o assolou na guerra civil. Foi apenas no governo do presidente Chester Arthur, que Clara convenceu o governo de que a Cruz Vermelha Americana seria útil não apenas em guerras, mas também em desastres naturais como terremotos, furacões, incêndios e tornados.

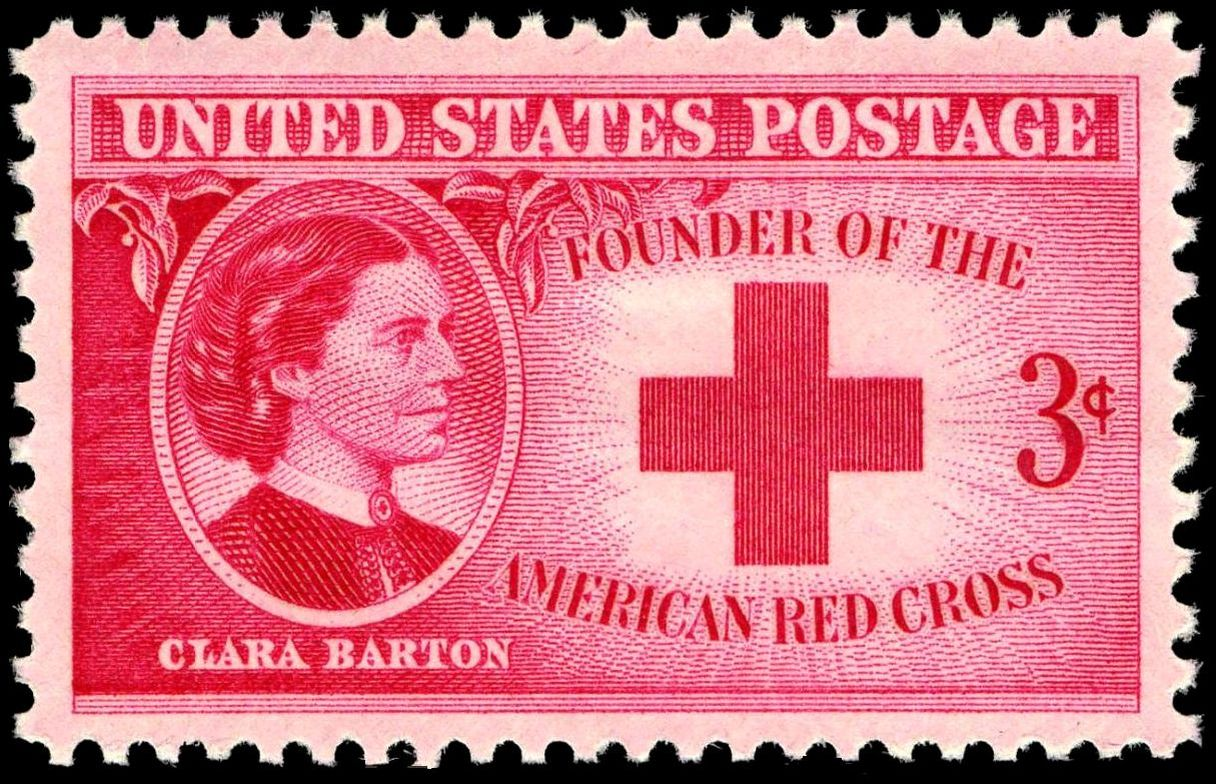
Clara Barton em um selo comemorativo em 1948.

Clara foi a primeira presidente da Cruz Vermelha Americana, cuja primeira reunião aconteceu em 21 de maio de 1881. A primeira sociedade local foi fundada em 22 de agosto de 1882, em Dansville, Nova York, onde Clara tinha uma casa de campo.
Clara ficou como presidente da Cruz Vermelha até 1904. Durante seu mandato, ela chefiou o trabalho de alívio de desastres como a fome, enchentes, pestes e terremotos nos Estados Unidos e em todo o mundo. A última operação que ela dirigiu pessoalmente foi o apoio às vítimas da inundação de Galveston, Texas em 1900. Além disso, ela serviu como emissária da Cruz Vermelha e dirigiu várias conferências internacionais.
Em 1904, Clara foi forçada a renunciar à sua posição como presidente. Ela experimentou crescentes críticas de seu estilo de liderança e muitos sentiram que era hora de a organização ser liderada por uma pessoa da administração central. Em 12 de maio, Barton renunciou. Durante os seguintes oito anos, ela viveu em sua casa em Glen Echo, Maryland. Barton gozava de boa saúde e permaneceu bastante ativa, montando seu cavalo e se mantendo a par dos acontecimentos.

## Últimos anos
Clara continuou vivendo em sua casa em Glen Echo, Maryland, que também foi o quartel-general da Cruz Vermelha quando para lá se mudou em 1897. Ela publicou uma auto-biografia em 1907, intitulada The Story of My Childhood (A História de Minha Infância) e faleceu em sua casa, em 12 de abril de 1912, aos 90 anos, devido à uma tuberculose.
A missão de sua vida pode ser resumida em suas próprias palavras:
| “ | Você nunca deve pensar tanto como quer você goste ou não, se é suportável ou não, você nunca deve pensar em nada, exceto a necessidade, e como para atender isso. | ” |

### O Escritório de Soldados Desaparecidos
Em 1869, Clara Barton fechou o escritório e foi para a Europa. O terceiro andar de sua antiga pensão foi arrendado em 1913, e o lugar esquecido. O lugar foi "perdido" em parte porque a cidade reorganizou seu sistema de endereçamento na década de 1870. A pensão tornou-se 437 ½ Seventh Street Northwest (anteriormente 488-1 / 2 Seventh Street West).
Em 1997, um carpinteiro foi contratado pela Administração de Serviços Gerais para limpar o prédio para ser demolido. Ele encontrou um tesouro em itens de Clara Barton no sótão, incluindo placas, roupas, meias de soldados da Guerra Civil, uma barraca do exército, jornais da era da Guerra Civil e muitos documentos relacionados ao Escritório de Soldados Desaparecidos. A descoberta impediu que o prédio fosse demolido. Ele foi restaurado, um trabalho de anos e hoje é a sede do Museu Nacional de Medicina da Guerra Civil, aberto em 2015.